# リンダ・マンズ
リンダ・マンズ（Linda Manz、1961年8月20日 -2020年8月14日）は、アメリカ合衆国の女優。「リンダ・マンツ」と表記されることもある。

## 略歴
1961年8月20日、ニューヨーク市に生まれる。病院の調理係や洗濯婦の掛け持ちで生計を立てる母の手一つで育てられる。父親はマンズが幼い時に失踪しており、彼についてはまったく知らないという。生活のためにマンハッタンの児童劇団に所属。幼少の頃はオーディションの日々を送る。
1976年、15歳の時にテレンス・マリック監督『天国の日々』のオーディションに合格。身長が約147センチと小柄だったマンズは、物語の狂言回しでもある12歳のリンダ役を演じ、注目される。キャスティング・ディレクターのバーバラ・クレイマンはリンダの抜擢理由について、「自然体で、素晴らしく類稀なる存在感があった」と振り返っている。
続く1980年のデニス・ホッパー監督『アウト・オブ・ブルー』では、劣悪な家庭環境を抱え、破滅へと向かう15歳の熱狂的パンク少女・シービー役を演じる。
映画とTVムービーの交互に出演してきたが、1985年に当時53歳だった年上の撮影助手のロバート“ボビー”ガスリーと24歳の時に結婚し、休業。LA郊外のレイク・ヒューズに移り住み、3人の子供に恵まれ、果樹園の管理人をしながら子育てをする静かな生活を送る。1994年には「ピープル」にて、リンダのこれまでの半生と休業時の様子を取材した記事が掲載された。
1997年に『天国の日々』の熱狂的ファンだったハーモニー・コリン監督に請われて『ガンモ』にて主人公の一人ソロモンの母役で出演し、復帰。同年デヴィッド・フィンチャー監督『ゲーム』にも出演したが、1999年の『バディ・ボーイ』を最後に再び休業。2020年8月14日に肺癌による肺炎で逝去。

## 主な出演作品
- 天国の日々（1978年）リンダ 役
- キング・オブ・ジプシー（1978年）
- ワンダラーズ（1979年）ピーウィー 役
- "Dorothy" （1979年・TVシリーズ）フランキー 役
- Boardwalk（1979年・劇場未公開）
- アドベンチャー・トレイン 大草原を突っ走れ! 夢と希望のアメリカ横断 （1979年・TV）サラ 役
- アウト・オブ・ブルー （1980年・劇場未公開）主演・シンディ（シービー） 役
- 恋とゲームと4人組 （1982年）マックス 役
- Mir reicht's - ich steig aus（1983年・劇場未公開）
- フェアリー・テール・シアター/雪の女王（1985年・TV）
- ガンモ（1997年）ソロモンの母 役
- ゲーム（1997年）エイミー 役
- バディ・ボーイ（1999年）※ビデオ題名「ペイン」